# Bazinghen
Bazinghen est une commune française située dans le département du Pas-de-Calais en région Hauts-de-France. Ses habitants sont appelés les Bazinghenois. La commune est membre de la communauté de communes de la Terre des Deux Caps.
Le territoire de la commune est situé dans le parc naturel régional des Caps et Marais d'Opale.

## Géographie

### Localisation
Localisée dans le nord-ouest du département du Pas-de-Calais, Bazinghen est une commune limitrophe de Marquise et située, à vol d'oiseau, à 5 km de la Manche et à 11 km au nord-est de la commune de Boulogne-sur-Mer (chef-lieu d'arrondissement).
Le territoire de la commune est limitrophe de ceux de sept communes.
Les communes limitrophes sont Tardinghen, Leulinghen-Bernes, Marquise, Ambleteuse, Audembert, Audinghen et Audresselles.

### Géologie et relief
La superficie de la commune est de 13,2 km2 ; son altitude varie de 3  à   122 mètres.

### Hydrographie
Le territoire de la commune est situé dans le bassin Artois-Picardie.
La commune est traversée par douze cours d'eau :
- le Blacourt, d'une longueur de 8,3 km[4] ;
- le ruisseau de Bazinghen, d'une longueur de 7,96 km, qui prend sa source dans la commune de Tardinghen et se jette dans la Fausse rivière au niveau de la commune de Marquise[5] ;
- le ruisseau de Selles, d'une longueur de 4,91 km[6] ;
- la Fausse rivière, d'une longueur de 4,32 km, qui prend sa source dans la commune de Marquise et se jette dans la Slack au niveau de la commune de Wimille[7] ;
- le ruisseau d'Estebecque, d'une longueur de 3,64 km[8] ;
- le ruisseau de la vallée, d'une longueur de 2,98 km[9] ;
- le Noirbernes, d'une longueur de 2,77 km[10] ;
- le ruisseau baron, d'une longueur de 1,99 km[11] ;
- l'Otove, d'une longueur de 1,64 km[12] ;
- l'Otove 2, d'une longueur de 1,54 km[13] ;
- le Warcove, d'une longueur de 1,26 km[14] ;
- et un cours d'eau au toponyme hydrographique inconnu, d'une longueur de 2,18 km[15].

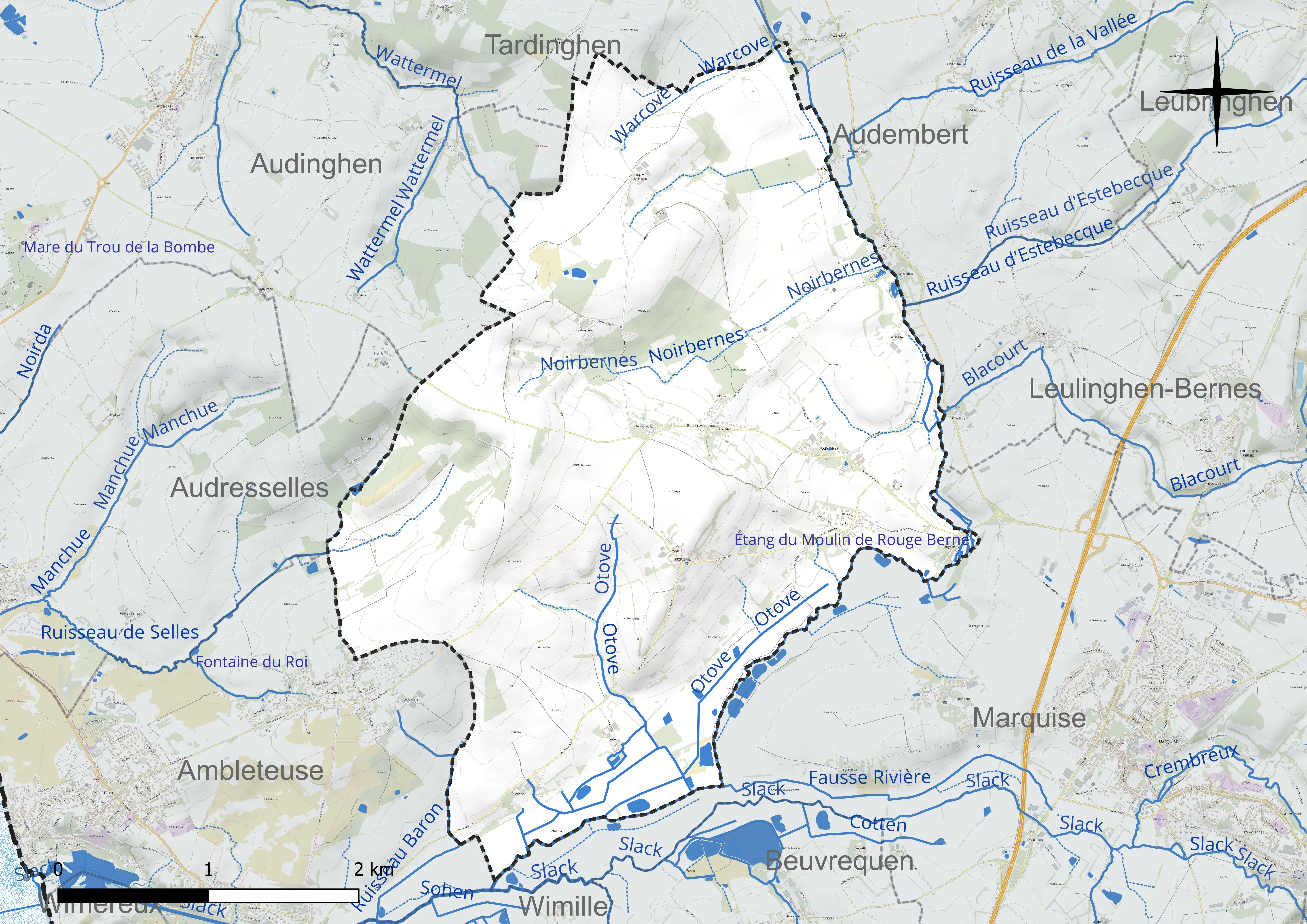
Réseau hydrographique de Bazinghen.

### Climat
Pour des articles plus généraux, voir Climat des Hauts-de-France et Climat du Pas-de-Calais.
En 2010, le climat de la commune est de type climat océanique franc, selon une étude du CNRS s'appuyant sur une série de données couvrant la période 1971-2000. En 2020, Météo-France publie une typologie des climats de la France métropolitaine dans laquelle la commune est exposée à un climat océanique et est dans la région climatique Côtes de la Manche orientale, caractérisée par un faible ensoleillement (1 550 h/an) ; forte humidité de l’air (plus de 20 h/jour avec humidité relative > 80 % en hiver), vents forts fréquents.
Pour la période 1971-2000, la température annuelle moyenne est de 10,5 °C, avec une amplitude thermique annuelle de 12,9 °C. Le cumul annuel moyen de précipitations est de 826 mm, avec 12,5 jours de précipitations en janvier et 8,1 jours en juillet. Pour la période 1991-2020, la température moyenne annuelle observée sur la station météorologique la plus proche, située sur la commune de Boulogne-sur-Mer à 11 km à vol d'oiseau, est de 11,2 °C et le cumul annuel moyen de précipitations est de 824,5 mm,. Pour l'avenir, les paramètres climatiques de la commune estimés pour 2050 selon différents scénarios d'émission de gaz à effet de serre sont consultables sur un site dédié publié par Météo-France en novembre 2022.

### Paysages
Pour un article plus général, voir Paysage en France.
La commune s'inscrit à la jonction de deux paysages régionaux tels qu'ils sont définis dans l'atlas de paysages de la région Nord-Pas-de-Calais, conçu par la direction régionale de l'Environnement, de l'Aménagement et du Logement (DREAL), :
- les « paysages boulonnais » qui concernent 66 communes, se délimitent : au nord, par les paysages des coteaux calaisiens et du Pays de Licques, à l’est, par le paysage du Haut pays d'Artois, et au sud, par les paysages Montreuillois[23].

Les « paysages boulonnais », constitués d'une boutonnière bordée d'une cuesta définissant un pays d'enclosure, sont essentiellement un paysage bocager composé de 47 % de son sol en herbe ou en forêt et de 31 % en herbage, avec, dans le sud et l'est, trois grandes forêts, celle de Boulogne, d'Hardelot et de Desvres et, au nord, le bassin de carrière avec l'extraction de la pierre de Marquise depuis le Moyen Âge et de la pierre marbrière dont l'extraction s'est développée au XIXe siècle.
La boutonnière est formée de trois ensembles écopaysagers : le plateau calcaire d'Artois qui forme le haut Boulonnais, la boutonnière qui forme la cuvette du bas Boulonnais et la cuesta formée d'escarpements calcaires.
Dans ces paysages, on distingue trois entités :
- - les vastes champs ouverts du Haut Boulonnais ;
  - le bocage humide dans le Bas Boulonnais ;
  - la couronne de la cuesta avec son dénivelé important et son caractère boisé[23] ;

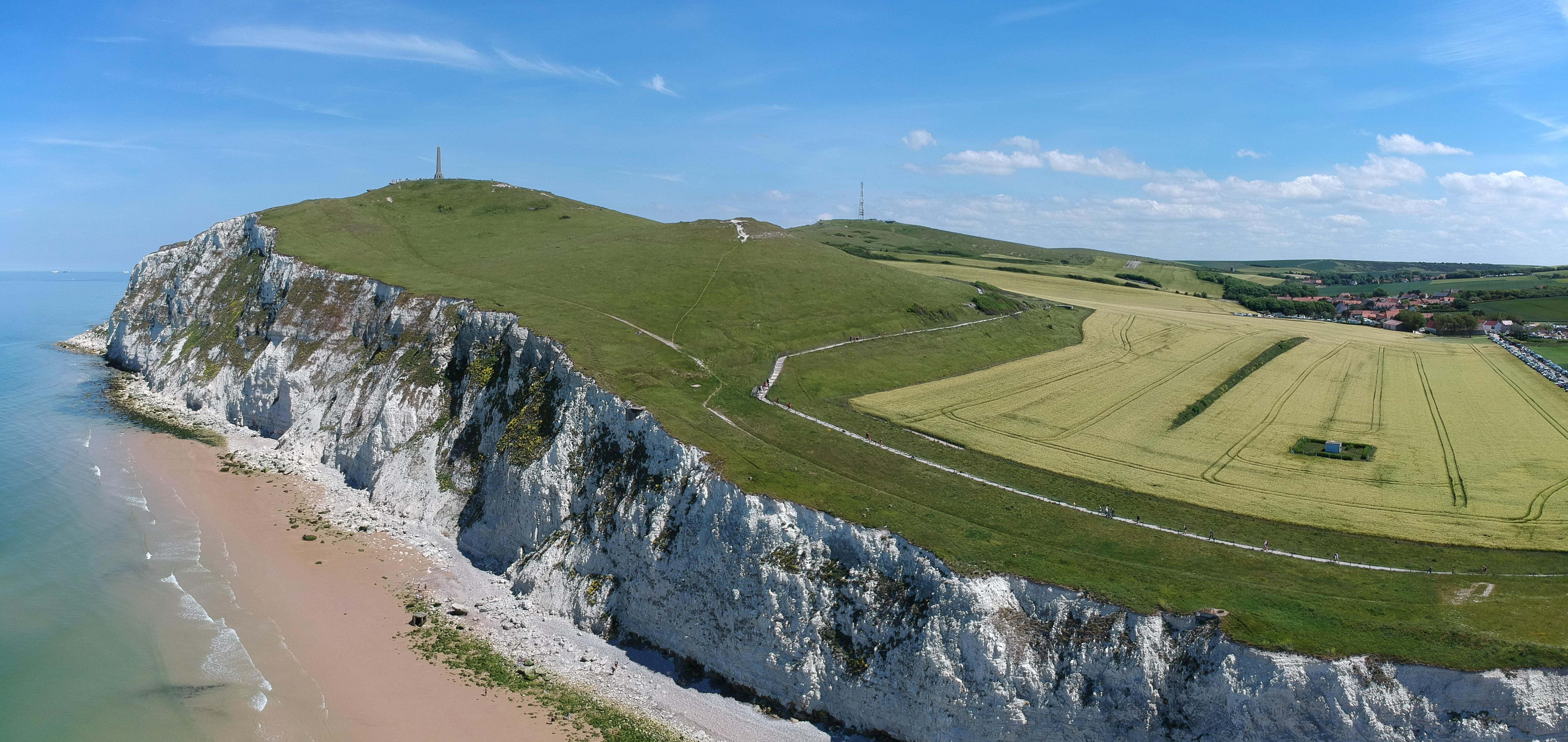
Une vue de ces « paysages des falaises d’Opale » et le cap Blanc-Nez.

- les « paysages des falaises d'Opale », qui concernent 30 communes, s'étendent le long de la côte, d'Équihen-Plage à Sangatte, sur une bande d’environ 50 kilomètres de long et d’un maximum de 5 kilomètres de large, l'autoroute A 16 étant la frontière à l'est. Ils sont constitués, d’une part, par les falaises d’Opale où se trouve le grand site des Deux Caps qui, avec le cap Blanc-Nez, culmine à 150 mètres, ces falaises offrent un belvédère sur le pas de Calais  avec la possibilité de voir les côtes d'Angleterre, et d'autre part, vers l'intérieur des terres, avec les paysages littoraux qui jouxtent ceux des « coteaux calaisiens et du pays de Licques », d'un paysage alternant collines, vallons et bocages[24].

L’occupation des sols se répartit en 43 % de cultures pour les paysages arrière-littoraux, 20 % de sols artificialisés, 20 % de prairies et forêts et 10 % de plage.
Les crans, constituent une des particularités de ces côtes à falaises. Les crans sont des vallées suspendues qui se sont retrouvées le « nez en l’air », soit du fait de l'affaissement du pas de Calais, soit par la baisse du niveau de la mer, comme le cran d'Escalles, le cran Mademoiselle, le cran Poulet, le cran Barbier, le cran des Sillers, le cran de Quette et le cran aux Œufs, situés, eux, sur la commune d’Audinghen.
Ces paysages sont traversés par trois fleuves côtiers, la Liane (Boulogne-sur-Mer), le Wimereux (Wimereux) et la Slack (Ambleteuse), et par le sentier de grande randonnée GR 120 ou GR littoral, appelé aussi sentier des douaniers, qui chemine le long de ces paysages et offre un magnifique panorama.

### Milieux naturels et biodiversité

#### Espace protégé
La protection réglementaire est le mode d’intervention le plus fort pour préserver des espaces naturels remarquables et leur biodiversité associée.
Dans ce cadre, la commune fait partie d'un espace protégé : le parc naturel régional des Caps et Marais d'Opale, d’une superficie de 132 499 ha réparties sur 154 communes, géré par le syndicat mixte d'aménagement et de gestion du parc naturel régional des Caps et Marais d'Opale.

#### Zones naturelles d'intérêt écologique, faunistique et floristique
L’inventaire des zones naturelles d'intérêt écologique, faunistique et floristique (ZNIEFF) a pour objectif de réaliser une couverture des zones les plus intéressantes sur le plan écologique, essentiellement dans la perspective d’améliorer la connaissance du patrimoine naturel national et de fournir aux différents décideurs un outil d’aide à la prise en compte de l’environnement dans l’aménagement du territoire.
Le territoire communal comprend trois ZNIEFF de type 1 :
- le bois et friches calcaires entre Audresselles, Bazinghen et Wissant. Ce site est constitué d’habitats non exploités de diverses natures (ourlets, végétations marnicoles plus ou moins hygrophiles, friches calcicoles…) ainsi que de boqueteaux de feuillus régionaux naturels ou plantés, marqués par les vents venant de la mer[27] ;
- le pré communal d’Ambleteuse et pré Marly. D'un intérêt géomorphologique et historique exceptionnel, le communal d’Ambleteuse et le pré Marly constituent l’unique exemple français de dunes flandriennes plaquées sur un ancien socle jurassique, dont les sables acidifiés sont âgés de près de 5 000 ans[28] ;
- la basse vallée de la Slack. Cette large vallée est composée d’un remarquable complexe de prairies alluviales pâturées ou fauchées, plus ou moins longuement inondables et ponctuées de mares et d’étangs de chasse[29].

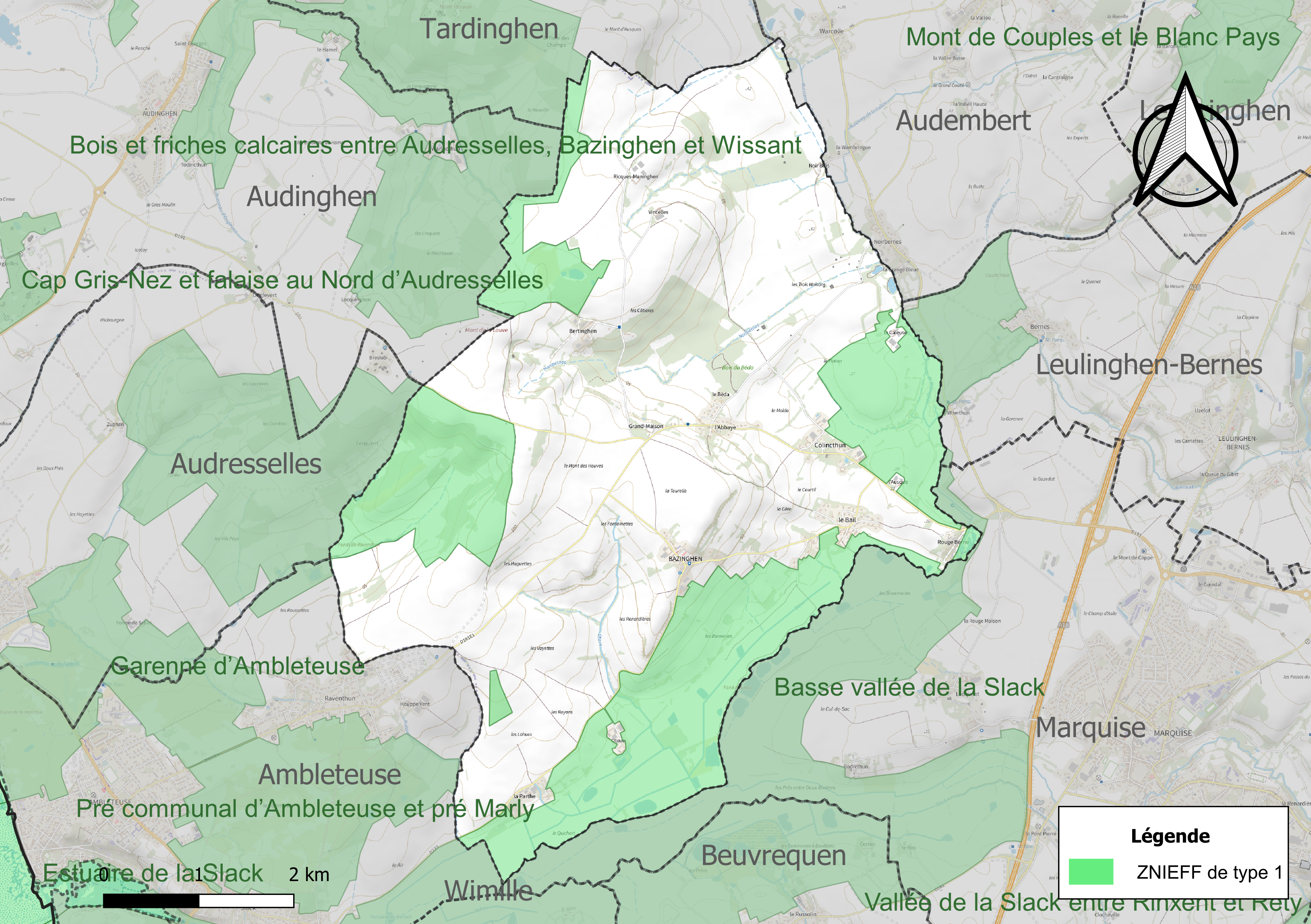
Carte des ZNIEFF sur la commune.

## Urbanisme

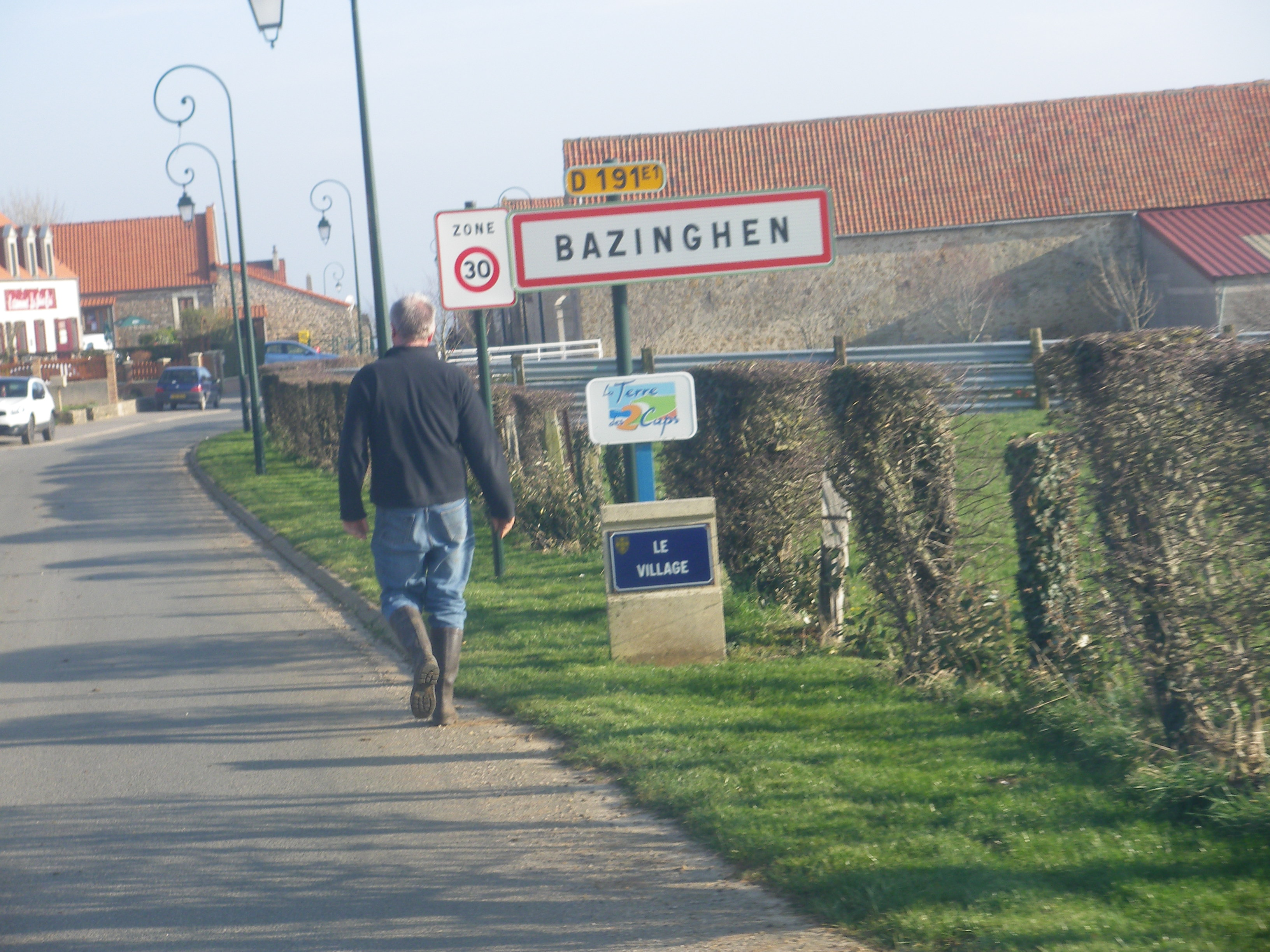
Une entrée de la commune.

### Typologie
Au 1er janvier 2024, Bazinghen est catégorisée commune rurale à habitat dispersé, selon la nouvelle grille communale de densité à sept niveaux définie par l'Insee en 2022.
Elle est située hors unité urbaine. Par ailleurs la commune fait partie de l'aire d'attraction de Boulogne-sur-Mer, dont elle est une commune de la couronne,. Cette aire, qui regroupe 80 communes, est catégorisée dans les aires de 50 000 à moins de 200 000 habitants,.

### Occupation des sols
L'occupation des sols de la commune, telle qu'elle ressort de la base de données européenne d’occupation biophysique des sols Corine Land Cover (CLC), est marquée par l'importance des territoires agricoles (97,5 % en 2018), une proportion sensiblement équivalente à celle de 1990 (97,7 %). La répartition détaillée en 2018 est la suivante : 
terres arables (48,3 %), prairies (48,1 %), forêts (2,4 %), zones agricoles hétérogènes (1,1 %), zones urbanisées (0,1 %). L'évolution de l’occupation des sols de la commune et de ses infrastructures peut être observée sur les différentes représentations cartographiques du territoire : la carte de Cassini (XVIIIe siècle), la carte d'état-major (1820-1866) et les cartes ou photos aériennes de l'IGN pour la période actuelle (1950 à aujourd'hui).

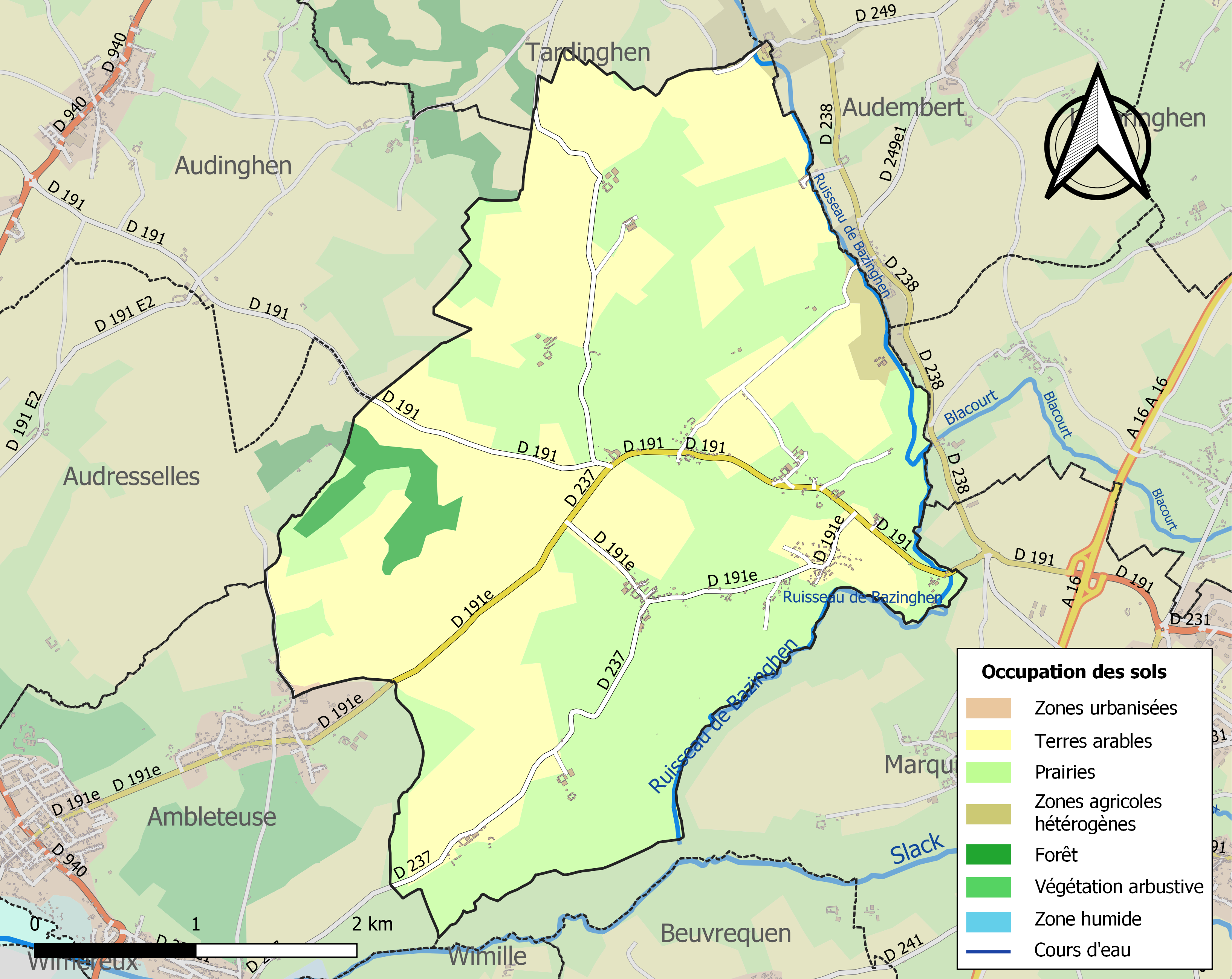
Carte des infrastructures et de l'occupation des sols de la commune en 2018 (CLC).

### Lieux-dits, hameaux et écarts
La commune est constituée des hameaux suivants : l'Abbaye ou « l'Abbi », ou « Grand'maison », Bertinghen (en anglais : Bertingham), Breslau, créé en 1941, Colincthun (en anglais : Colincton), le Bail, la Parthe, Otove et Rouge Berne.

### Voies de communication et transports

#### Voies de communication
La commune est desservie par les routes départementales D 191 et la D 237 et se situe à 3,5 km de la sortie no 36 de l'autoroute A1 reliant Paris à la frontière avec la Belgique.

#### Transport ferroviaire
La commune se trouve à 17 km au sud-ouest de la gare de Calais - Fréthun, située sur la LGV Nord. C'est une gare de la Société nationale des chemins de fer français (SNCF), desservie par des TGV inOui et des trains régionaux du réseau TER Hauts-de-France (dont TERGV).

## Toponymie
Le nom de la localité est attesté sous les formes Basingahem (877), Basingeham et Basinghem (1173), Businghehem (1199), Basinghem (1220), Basingehem et Basinguehem (1225), Basinguehams (XIIIe siècle), Bazingueham (vers 1304), Basinghen (1793), Basinghem-en-Boulonois (XVIIIe siècle), Bazenghen puis Bazinghen (depuis 1801),.
D'après Ernest Nègre, la commune tiendrait son nom de l'anthroponyme germanique Baso, suivi de -ingen « gens (de) » + he(i)m « demeure, maison », donnant la « demeure du peuple de Baso ».
Bazinghin en picard et Bazingem en flamand.

## Histoire
Des mottes d'une hauteur variable situées sur la commune ont fait penser à des tumulus, d'origine humaine, servant donc de sépultures. Un début de fouille effectuée dans les années 1868-1869 n'a pas permis de le confirmer de manière certaine. Une tombe mérovingienne a toutefois été trouvée sur Bazinghen, les objets qu'elle contenait ont été amenés au musée de Boulogne-sur-Mer.
Au commencement du XIIe siècle le nom de la paroisse de Basingahem se montre associé à celui de la paroisse d'Odingahem, ou Audinghen, sa voisine, pour des biens que Charles le Bon, comte de Flandre, y confirme à l'abbaye d'Andres sans en donner le détail. L'acte, qui est sans date, flotte entre les années 1119 et 1127, limites du règne de ce prince.
Le nom de Basingahem, une fois ainsi énoncé, se retrouve, comme nom de fief, pendant plus de 60 ans, sur la tête d'un noble seigneur dont parlent simultanément les chartes d'Andres, de Licques, de Samer, de Saint-Bertin et de Saint-Josse. Il s'agit de Roger de Basingueham (Il est probable qu'il y a eu deux Roger de Bazinghen dont l'un épousa Béatrix de Markene) qui, avant l'an 1164, a donné à l'abbaye de Licques une terre située à Lottinghen, pour le repos de l'âme de son frère Guillaume.
Les autres seigneurs connus de Bazinghen sont : Selles Chrétienne, dame de Selles, Bazinghen et Seninghen ; Baudouin de Créqui Sieur de Raimbaval et de Bazinghen en 1289 ; Florent d'Arras dit Pépin qui laisse les terres de Bazinghen à sa fille aînée qui se marie à Pierre de Saint Aldegonde, chevalier mort en 1438. La terre de Bazinghen restera dans la famille de Saint Aldegonde jusqu'en 1611 où Louise de Saint Aldegonde porte ses terres en mariage à Michel de Roisin, baron de Rongy.
La terre et seigneurie de Bazinghen fut vendue par le baron de Rongy à Jacques Abot de la Cocherie, pour la somme de 22 000 livres, le 7 mars 1695.
Les Abot conserveront la seigneurie de Bazinghen jusqu'à la Révolution. Le dernier bailli, nommé par François Abot, seigneur de Bazinghen, conseiller commissaire en la Cour des monnaies, à Paris, a été François Martin, procureur en la sénéchaussée, résidant à Boulogne ; le dernier procureur d'office, Jacques-François Broutta fils, arpenteur-juré, demeurant au bourg de Marquise.
Le 11 décembre 1790, à la suite de la Révolution, les biens de l'église sont mis en adjudication. La ferme nommée la Parthe à  Basinghen, appartenant aux chartreux de Neuville-sous-Montreuil, estimée à 70 800 francs et adjugée à ce prix.

## Politique et administration

### Découpage territorial
La commune se trouve dans l'arrondissement de Boulogne-sur-Mer du département du Pas-de-Calais.

#### Commune et intercommunalités
La commune est membre de la communauté de communes de la Terre des Deux Caps qui regroupe 21 communes et totalise 22 332 habitants en 2021.

#### Circonscriptions administratives
La commune est rattachée au canton de Desvres.

#### Circonscriptions électorales
Pour l'élection des députés, la commune fait partie de la sixième circonscription du Pas-de-Calais.

### Élections municipales et communautaires

#### Liste des maires
| Période                                  | Période                       | Identité         | Étiquette | Qualité                                            |
| ---------------------------------------- | ----------------------------- | ---------------- | --------- | -------------------------------------------------- |
| Les données manquantes sont à compléter. |                               |                  |           |                                                    |
| 1995                                     | 2014                          | Raphaël Delattre |           |                                                    |
| 2014,                                    | En cours (au 31 janvier 2022) | Frank Parenty    |           | Cadre d'entreprise Réélu pour le mandat 2020-2026, |

## Équipements et services publics

### Justice, sécurité, secours et défense
La commune dépend du tribunal judiciaire de Boulogne-sur-Mer, du conseil de prud'hommes de Boulogne-sur-Mer, de la cour d'appel de Douai, du tribunal de commerce de Boulogne-sur-Mer, du tribunal administratif de Lille, de la cour administrative d'appel de Douai, , de la cour administrative d'appel de Douai et du tribunal pour enfants de Boulogne-sur-Mer.

## Population et société

### Démographie
Les habitants de la commune sont appelés les Bazinghenois.

#### Évolution démographique
L'évolution du nombre d'habitants est connue à travers les recensements de la population effectués dans la commune depuis 1793. Pour les communes de moins de 10 000 habitants, une enquête de recensement portant sur toute la population est réalisée tous les cinq ans, les populations de référence des années intermédiaires étant quant à elles estimées par interpolation ou extrapolation. Pour la commune, le premier recensement exhaustif entrant dans le cadre du nouveau dispositif a été réalisé en 2006.

En 2022, la commune comptait 408 habitants, en évolution de +2,26 % par rapport à 2016 (Pas-de-Calais : −0,72 %, France hors Mayotte : +2,11 %).
| 1793 | 1800 | 1806 | 1821 | 1831 | 1836 | 1841 | 1846 | 1851 |
| ---- | ---- | ---- | ---- | ---- | ---- | ---- | ---- | ---- |
| 341  | 281  | 270  | 372  | 391  | 397  | 442  | 449  | 402  |

| 1856 | 1861 | 1866 | 1872 | 1876 | 1881 | 1886 | 1891 | 1896 |
| ---- | ---- | ---- | ---- | ---- | ---- | ---- | ---- | ---- |
| 386  | 354  | 350  | 349  | 322  | 308  | 312  | 314  | 322  |

| 1901 | 1906 | 1911 | 1921 | 1926 | 1931 | 1936 | 1946 | 1954 |
| ---- | ---- | ---- | ---- | ---- | ---- | ---- | ---- | ---- |
| 293  | 319  | 268  | 239  | 251  | 260  | 274  | 282  | 280  |

| 1962 | 1968 | 1975 | 1982 | 1990 | 1999 | 2006 | 2011 | 2016 |
| ---- | ---- | ---- | ---- | ---- | ---- | ---- | ---- | ---- |
| 240  | 207  | 210  | 254  | 298  | 344  | 404  | 419  | 399  |

| 2021 | 2022 | - | - | - | - | - | - | - |
| ---- | ---- | - | - | - | - | - | - | - |
| 403  | 408  | - | - | - | - | - | - | - |

#### Pyramide des âges
En 2018, le taux de personnes d'un âge inférieur à 30 ans s'élève à 32,5 %, soit en dessous de la moyenne départementale (36,7 %). De même, le taux de personnes d'âge supérieur à 60 ans est de 19,4 % la même année, alors qu'il est de 24,9 % au niveau départemental.
En 2018, la commune comptait 208 hommes pour 183 femmes, soit un taux de 53,2 % d'hommes, largement supérieur au taux départemental (48,5 %).
Les pyramides des âges de la commune et du département s'établissent comme suit.
| Hommes | Classe d’âge | Femmes |
| ------ | ------------ | ------ |
| 0,5    | 90 ou +      | 1,8    |
| 3,0    | 75-89 ans    | 4,7    |
| 14,6   | 60-74 ans    | 14,4   |
| 26,5   | 45-59 ans    | 30,7   |
| 21,1   | 30-44 ans    | 18,1   |
| 13,1   | 15-29 ans    | 11,7   |
| 21,2   | 0-14 ans     | 18,6   |

| Hommes | Classe d’âge | Femmes |
| ------ | ------------ | ------ |
| 0,5    | 90 ou +      | 1,6    |
| 5,6    | 75-89 ans    | 8,9    |
| 16,7   | 60-74 ans    | 18,1   |
| 20,2   | 45-59 ans    | 19,2   |
| 18,9   | 30-44 ans    | 18,1   |
| 18,2   | 15-29 ans    | 16,2   |
| 19,9   | 0-14 ans     | 17,9   |

## Économie

### Revenus de la population et fiscalité
En 2019, dans la commune, il y a 147 ménages fiscaux qui comprennent 411 personnes pour un revenu médian disponible par unité de consommation de 25 800 euros, soit supérieur au revenu médian de la France métropolitaine qui est de 21 930 euros,.

## Culture locale et patrimoine

### Lieux et monuments

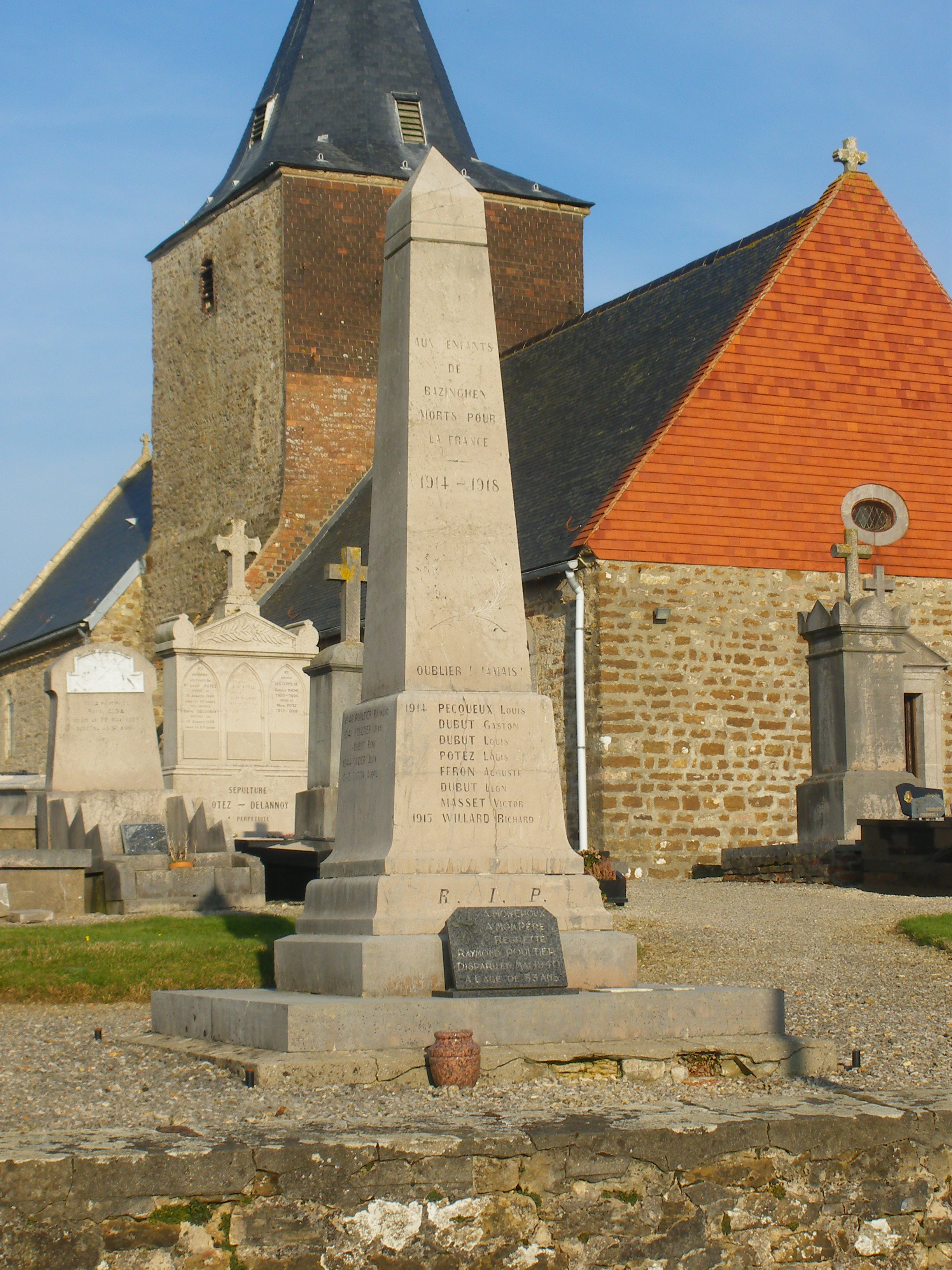
Le monument aux morts et l'église.

- L'église Saint-Éloi.
- Le monument aux morts[55].

### Bazinghen au cinéma
- Sorti en 2016, le film de Bruno Dumont, Ma Loute, se déroule en partie sur la commune[56].

### Personnalités liées à la commune
- Maurice Boitel (1919-2007), peintre, a réalisé plusieurs de ses œuvres à Colincthun, hameau dépendant de Bazinghen.

### Héraldique
| Blason de Bazinghen | Blason  | D'or à la croix de sable chargée de cinq annelets d'argent. |
| Blason de Bazinghen | Détails | Armes de la famille Abot de la Caucherie (ou Cocherie), qui deviendra Abot de Bazinghen, branche cadette de la famille Abot de Bourgneuf, originaire de Normandie et qui donna les derniers seigneurs du village. Le statut officiel du blason reste à déterminer. |

## Pour approfondir